# Peyrissac
Peyrissac település Franciaországban, Corrèze megyében. Lakosainak száma 127 fő (2022. január 1.). Peyrissac Affieux, Eyburie, Le Lonzac, Meilhards, Rilhac-Treignac és Soudaine-Lavinadière községekkel határos.

## Népesség
A település népességének változása:
| Lakosok száma | 148  | 110  | 106  | 137  | 135  | 134  | 127  | 122  | 119  | 127  |
|               | 1968 | 1982 | 1990 | 2006 | 2013 | 2015 | 2017 | 2019 | 2020 | 2022 |